# Thomas (nom de famille)
Cette page présente le nom de famille Thomas ainsi que ses variantes.
Pour les articles homonymes, voir Thomas.
Thomas est un nom de famille. Des personnalités portent également ce nom de famille comme pseudonyme.

## Origine
Thomas vient du prénom Thomas, qui était répandu au Moyen Âge, est alors devenu un nom de famille, lorsque ceux-ci ont été créés.

## Popularité

### France

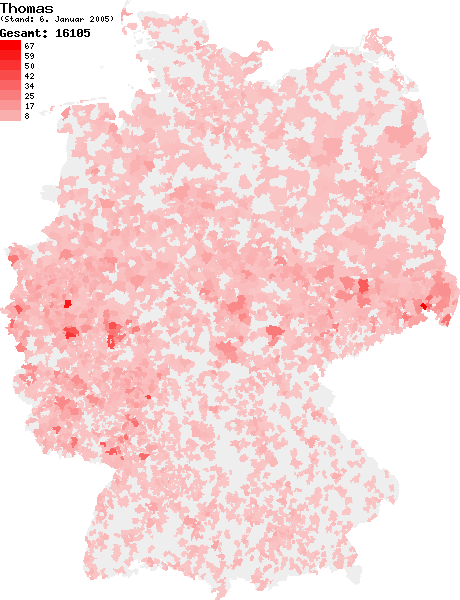
Répartition du nom de famille Thomas en Allemagne (2005).

Thomas est très répandu en France, il s'agit du 3e nom de famille le plus porté en France après Martin et Bernard. Sa répartition concerne toute la France.
108 141 personnes portant ce nom de famille sont nées en France depuis 1890, dans 101 départements. Le total des naissances de ce nom de famille se répartit comme suit : 
- 1891 - 1915 : 19 373
- 1916 - 1940 : 24 731
- 1941 - 1965 : 33 562
- 1966 - 1990 : 30 475

## Variantes
Il existe de nombreuses variantes de ce nom de famille, : 
- Tomas
- Thoma
- Thommas,
- Toma,
- Saint-Thomas,
- Thomasseau,
- Thomas dit Lavatier,
- Thomas-Lambert,
- Thomas-de-pange,
- Petit-Thomas,
- Thomasse-bosquain,
- De Prat Thomassin

## Personnalités portant ce nom de famille

### A
- Adrien Thomas (1891-1944), résistant français ;
- Adrien Thomas (1994-), coureur cycliste français ;
- Adrien Martial Thomas de Saint-Henry (1767-1829), général de brigade français ;
- Aeronwy Thomas (1943-2009), écrivaine et poète anglaise ;
- Alain Thomas (1942-), peintre français ;
- Albert Thomas (1878-1932), homme politique français ;
- Albert-Félix-Théophile Thomas (1847-1907), architecte français ;
- Albert-Valentin Thomas (1869-1917), peintre français ;
- Alexandre Thomas  ;
- Alexandre-Gérard Thomas (1818-1857), historien et journaliste français ;
- Alma Thomas (1891-1978), peintre expressionniste afro-américaine et éducatrice en art ;
- Alys Thomas (1990-), nageuse britannique ;
- Alyssa Thomas (1992-), joueuse américaine de basket-ball ;
- Amandine Thomas (2000-), skieuse de vitesse française ;
- Ambroise Thomas (1811-1896), compositeur français ;
- Anaïs Thomas, dite Bonnie Banane (1987-), auteure-compositrice-interprète et comédienne française ;
- André Thomas (1911-1956), directeur de la photographie français ;
- André-Thomas (1867-1963), neurologue français ;
- Andy Thomas (1951-), astronaute américain ;
- Angie Thomas (1988-), autrice américaine ;
- Anna Thomas (1948-), scénariste et productrice de cinéma américaine ;
- Antoine Thomas (1644-1709), prêtre jésuite belge, missionnaire et astronome ;
- Antoine Thomas (1857-1935), philoloque français ;
- Antoine-Jean-Baptiste Thomas (1791-1833), peintre français ;
- Antoine Léonard Thomas (1732-1785), littérateur français, académicien ;
- Arlette Thomas (1927-2015), comédienne française ;
- Arthur Goring Thomas (1850-1892), compositeur anglais ;
- Arwel Thomas (1974-), joueur gallois de rugby à XV ;

### B
- B. J. Thomas (1942-2021), chanteur et compositeur américain de rock, pop et country ;
- Balthazar Thomas (1811-1875), homme politique français ;
- Ben Thomas (1998-), joueur gallois de rugby à XV ;
- Benjamin Thomas (1995-), coureur cycliste français ;
- Bernard Thomas (1936-2012), écrivain français ;
- Bob Thomas  ;
- Brandon Thomas  ;
- Brian Thomas (1940-2012), joueur gallois de rugby à XV ;

### C
- Cameron Thomas (2001-), joueur américain de basket-ball ;
- Camille Thomas (1988-), violoncelliste franco-belge ;
- Carla Thomas (1942-), chanteuse de soul américaine ;
- Carla Thomas (1985-), joueuse de basket-ball américaine ;
- Caroline Bedell Thomas (1904-1997), cardiologue américaine ;
- Caroline Thomas (1991-), joueuse française de rugby à XV ;
- Caryl Thomas (1986-), joueuse galloise de rugby à XV ;
- Celia Thomas, baronne Thomas de Winchester (1945-), femme politique britannique ;
- Chantal Thomas (1945-), écrivain français ;
- Charles Thomas  ;
- Chloé Thomas (1985-), écrivaine, traductrice et universitaire française ;
- Chris Thomas  ;
- Claire Thomas[5], écrivaine australienne, Fugitive Blue (2008, Prix Dobbie), La représentation (2021) ;
- Claire Thomas Duvivier (1846-1897), graveuse française ;
- Clarence Thomas (1948-), juge de la Cour suprême des États-Unis ;
- Cody Thomas (1996-), joueur portugais d'origine sud-africaine de rugby à XV ;
- Colette Thomas  ;
- Craig Thomas  ;

### D
- Daniel Thomas (1973-), comédien québécois ;
- Daniela Thomas (1959-), réalisatrice, scénographe et artiste plasticienne brésilienne ;
- Dave Thomas  ;
- David Thomas  ;
- Debi Thomas (1967-), patineuse artistique américaine ;
- Delme Thomas (1942-), joueur gallois de rugby à XV ;
- Demaryius Thomas (1987-2021), joueur américain de football américain ;
- Deon Thomas (1971-), joueur et entraîneur américain de basket-ball ;
- Derek Thomas  ;
- Derrel Thomas (en) (1951-), joueur américain de baseball ;
- Dick Thomas (1880-1916), joueur gallois de rugby à XV ;
- Donald Thomas  ;
- Dorothy Swaine Thomas (1899-1977), sociologue et économiste américaine ;
- Dwight Thomas (1980-), athlète jamaïcain ;
- Dylan Thomas (1914-1953), écrivain et poète gallois ;

### E
- Ebony Thomas, connue comme Ebony Bones (1982-), chanteuse-compositeur et productrice britannique d'origine caribéenne
- Édith Thomas (1909-1970), romancière, résistante et historienne française ;
- Édouard Thomas (1971-), footballeur français ;
- Elean Thomas (1947-2004), poète, romancière, journaliste et militante jamaïcaine ;
- Émile Thomas  ;
- Etan Thomas (1978-), joueur de basket-ball américain ;
- Eugène Thomas  ;
- Eustase Thomas, dit Salignac (1867-1943), artiste lyrique français ;
- Éva Thomas (1942-), défenseuse française des droits des femmes et des enfants ;
- Evelyn Thomas (1953-2024), chanteuse américaine ;
- Évelyne Thomas (1964-), journaliste et animatrice française de télévision ;

### F
- Félix Thomas (1815-1875), architecte, peintre, graveur et sculpteur français ;
- François Thomas (1670-?), machiniste français ;
- Frank Thomas  ;
- Franklin « Frank » Thomas (1912-2004), dessinateur et animateur des studios Disney ;
- Freddie Thomas (2001-), joueur gallois et anglais de rugby à XV ;
- Frédéric Thomas  ;

### G
- Gabriel Thomas  ;
- Gabriel-Jules Thomas (1824-1905), sculpteur français ;
- Gabrielle Thomas (1996-), athlète américaine ;
- Gareth Thomas  ;
- Gary Thomas  ;
- Gavin Thomas (1977), joueur gallois de rugby à XV ;
- Geoff Thomas (1964-), footballeur anglais ;
- Georg Thomas (1890-1946), général allemand ;
- George Thomas (1909-1997), homme d'État britannique ;
- George Alan Thomas (1881-1972), joueur de tennis, de badminton et d'échecs anglais ;
- George Henry Thomas (1816-1870), général américain ;
- Georges Thomas  ;
- Geraint Thomas (1986-), cycliste britannique ;
- Gerry Thomas (1922-2005), représentant commercial américain ;
- Gilles Thomas ou Julia Verlanger (1929-1985), pseudonymes d'Éliane Taïeb, auteur française de science-fiction ;
- Grosvenor Thomas (1856-1923), peintre ;
- Guy Thomas (1924-1992), journaliste français ;
- Guy Thomas (1934-2020), parolier et poète belge ;
- Gwilym Ivor Thomas (1893-1972), général anglais de la Seconde Guerre mondiale ;

### H
- Heather Thomas (1957-), actrice et scénariste américaine ;
- Helen Thomas (1920-2013), journaliste américaine ;
- Henri Thomas  ;
- Henry Thomas  ;
- Holger Thomas (né en 1956), chanteur et animateur de radio allemand ;
- Hugh Thomas  ;
- Hugues Thomas (1803-1855), politicien suisse ;

### I
- Ian Thomas  ;
- Ibrahima Thomas (1987-), joueur sénégalais de basket-ball ;
- Isabelle Thomas (1961-), femme politique française ;
- Isaiah Thomas (1989-), basketteur américain ;
- Isaiah Thomas (1749-1831), éditeur américain ;
- Isiah Thomas (1961-), basketteur américain ;

### J
- Jacqueline Thomas, fleurettiste française ;
- Jacqueline M.C. Thomas (1930-2023) linguiste et directrice de recherche émérite au CNRS française ;
- James Thomas (1980-), basketteur américain ;
- Jamie Thomas (1974-), skateboarder américain ;
- Jane Thomas (1899-1976), actrice américaine ;
- Jay Thomas (1948-2017), acteur, humoriste et animateur de radio américain ;
- Jarret Thomas (1981-), snowboardeur américain ;
- Jean-André Thomas (1905-1999), médecin et biologiste français ;
- Jean-Charles Thomas (1929-2023), prélat catholique français ;
- Jean-Christophe Thomas (1964-), footballeur français ;
- Jean-Claude Thomas (1950-2018), homme politique français ;
- Jean-Jacques Thomas (1748-1794), révolutionnaire français ;
- Jean-Louis Thomas (1763-date inconnue), homme politique français ;
- Jean-Pierre Thomas (1957-), homme d'affaires et homme politique français;
- Jefferson Thomas (1942-2010), un des Neuf de Little Rock ;
- Jérôme Thomas  ;
- Jesse Thomas  ;
- Jim Thomas  ;
- Jobey Thomas (en) (1980-), joueur américain de basket-ball ;
- Joe Thomas  ;
- Joel Thomas (1966-), nageur américain ;
- Joël Thomas (1987-), footballeur français ;
- John Floyd Thomas (1936-), tueur en série américain ;
- John Thomas  ;
- J. Parnell Thomas (1895-1970), homme politique américain ;
- Jonathan Taylor Thomas (1981-), acteur et producteur américain ;
- Jonathan Thomas (1982-), joueur gallois de rugby à XV ;
- Jordan Thomas (1992-), karatéka anglais ;
- Josiah Thomas  ;
- Joseph Antoine Thomas (1776-1839), homme politique français ;
- Joseph-Antonio Thomas (1912-1998), député fédéral de Maisonneuve—Rosemont au Québec ;
- Joseph Victor Thomas (18112-1859), général français ;
- Juliette Thomas (2000-), athlète belge ;
- Justin Thomas .

### K
- Kenny Thomas (1977-), joueur de basket-ball américain ;
- Kenny Thomas, (né en 1968), chanteur britannique ;
- Kris Thomas (1983-), footballeur gallois ;
- Kris Thomas (1993-), joueuse américaine de rugby à XV ;
- Kristian Thomas (1989-), gymnaste britannique ;
- Kristin Scott Thomas (1960-), actrice franco-britannique ;
- Kurt Thomas  ;

### L
- Leslie Thomas  ;
- Llewellyn Thomas (1903-1992), physicien anglais ;
- Lorenzo Thomas (1804-1875), officier de l'US Army qui participa à la seconde guerre séminole, à la guerre américano-mexicaine puis à la guerre de Sécession ;
- Louis Thomas  ;
- Lucien-Paul Thomas (1880-1948), hispaniste belge ;

### M
- Malcolm Thomas (1929-2012), joueur de rugby à XV international gallois ;
- Malcolm Thomas (1988-), joueur américain de basket-ball ;
- Marie-Bernadette Thomas (1955-), footballeuse française ;
- Marc Thomas (1959-2015), musicien de jazz français ;
- Mathilde Thomas (1971-), entrepreneuse française ;
- Mathilde Thomas-Soyer (1858-1940), sculptrice animalière française ;
- Max Thomas (1891-1945), médecin allemand ;
- Maxime Thomas (1983-), pongiste français ;
- Meamea Thomas (1987-2013), haltérophile gilbertin ;
- Michael Rogers Oldfield Thomas, voir Oldfield Thomas ;
- Michael Tilson Thomas (1944-), chef d'orchestre américain ;
- Michel Thomas  ;
- Michelle Thomas (1969-1998), actrice américaine ;
- Mikel Thomas (1987-), athlète trinidadien ;

### N
- Nadine Thomas (1973-), coloriste de bande dessinée ;
- Nancy Thomas (1970-), auteure québécoise ;
- Nanette Thomas (1956-), femme politique sierraléonaise ;
- Neisha Bernard-Thomas (1981-), athlète grenadienne ;
- Nicolas-Joseph Thomas (1825-1898), général français ;
- Noemie Thomas (1996-), nageuse canadienne ;
- Norman Gene Thomas (1930-2020), astronome américain ;
- Norman Mattoon Thomas (1884-1968), ministre presbytérien américain et homme politique socialiste ;

### O
- Oldfield Thomas ou Michael Rogers Oldfield Thomas (1858-1929), zoologiste anglais ;
- Olive Thomas (1894-1920), actrice du cinéma muet américaine ;
- Olivier Thomas  ;

### P
- Paul Thomas  ;
- Paul Thomas de Girac (1???-1663), écrivain français ;
- Paul Thomas Anderson (né en 1970), producteur, réalisateur et scénariste américain ;
- Paul Richard Thomas (né en 1977), photographe français ;
- Philippe Thomas  ;
- Pierre Thomas  ;
- Pascal Thomas (1945-), réalisateur, scénariste, producteur et acteur français ;

### R
- Ralph Thomas  ;
- Ray Thomas (1941-2018), musicien britannique ;
- Raymond Thomas (1931-2002), athlète français ;
- Réjean Thomas  ;
- René Thomas  ;
- Richard Thomas  ;
- Rob Thomas  ;
- Robert Thomas (1927-1989), auteur dramatique, comédien, metteur en scène et réalisateur français ;
- Robert Thomas (1999-), joueur canadien de hockey sur glace ;
- Robin Thomas (en) (1949-), acteur américain ;
- Robin Thomas (1962-2020), mathématicien tchèque ;
- Rodolphe Thomas (1962-), homme politique français ;
- Romain Thomas (1988-), footballeur français ;
- Rose Thomas (1988-), joueuse française de rugby à XV et à sept ;
- Ross Thomas (1926-1995), auteur américain de romans policiers ;
- Roy Thomas (1940-), auteur et éditeur de bandes dessinées américaines ;
- R. S. Thomas (1913-2000), poète et prêtre anglican gallois ;
- Rufus Thomas (1917-2001), chanteur de blues américain ;

### S
- Sarah Thomas (1981-), joueuse de hockey sur gazon britannique ;
- Sarah Thomas, nageuse en eau libre américaine ;
- Sarah Thomas, officielle américaine de football américain ;
- Ségolène Thomas (1998-), cycliste française ;
- Sidney Gilchrist Thomas (1850-1885), métallurgiste anglais, inventeur du procédé dit Thomas-Gilchrist ;
- Simon Thomas (1990-), footballeur canadien ;
- Stella Thomas (1906-1974), avocate yoruba nigériane d'origine sierra-léonnaise ;
- Susan Thomas, baronne Thomas de Walliswood (1935-2023), femme d'affaires et femme politique britannique ;
- Sunset Thomas (1972-), actrice porno américaine ;

### T
- Tamarley Thomas (1983-), footballeur antiguais ;
- Tamzin Thomas (1997-), athlète sud-africaine, spécialiste des épreuves de sprint ;
- Teddy Thomas (1993-), joueur de rugby à XV français ;
- Terence Thomas (1937-2018), politicien et banquier britannique ;
- Terry-Thomas (1911-1990), acteur britannique ;
- Terry Ricardo Thomas (1997-), athlète jamaïcaine ;
- Tessy Thomas (1963-), ingénieure indienne ;
- Tibor K. Thomas (1919-1969), peintre roumain ;
- Tim Thomas (1977-), basketteur américain ;
- Timmy Thomas (1944-2022), chanteur américain ;
- Timothy Thomas (1974-), hockeyeur américain ;
- Trinity Thomas (2001-), gymnaste artistique américaine ;
- Tyrus Thomas (1986-), joueur de basket-ball américain ;

### V
- Valérie Thomas  ;
- Vivian Thomas (1954-), réalisateur britannique de films pornographiques ;

### W
- Wayne Thomas  ;
- Will Thomas (1986-), joueur américain naturalisé géorgien de basket-ball ;
- William Isaac Thomas (1863-1947), sociologue américain ;
- William Thomas White (1836-1925), avocat, juge et homme politique du Québec ;
- Willie Thomas (19?-), écrivain québécois ;
- Wyn Thomas (1979-), footballeur gallois ;

- Famille Thomas, plusieurs botanistes et naturalistes suisses.

## Personnalités portant ce nom de famille comme pseudonyme
- Belen Thomas, nom artistique d'Antonella Bianchi, chanteuse italienne.